# Skip Marley
Skip Marley (Kingston, 4 giugno 1996) è un cantautore giamaicano.
Nipote di Bob Marley in quanto figlio di Cedella, è noto per la collaborazione con Katy Perry nel brano Chained to the Rhythm del 2017. Nel 2020 ha pubblicato il suo primo EP Higher Place, che gli è valso due nomination ai Grammy Awards 2021.

## Biografia
Skip Marley nasce a Kingston e cresce a Miami. Crescendo ha imparato a suonare la batteria, la chitarra, il basso e il piano.
Nel 2015 esordisce con il brano Cry to me, pubblicato sotto l'etichetta Tuff Gong. Nello stesso anno pubblica un altro singolo, Life.
A gennaio 2017 firma un contratto per la Island Records, per la quale pubblica il brano Lions a febbraio dello stesso anno. Ma la notorietà arriverà dopo poco tempo, partecipando e co-sceneggiando nel singolo di Katy Perry Chained to the Rhythm, pubblicato il 10 febbraio come singolo apripista del nuovo album della cantante Witness. I due si sono esibiti con la canzone il 12 febbraio alla cerimonia dei Grammy Awards 2017, il 22 febbraio ai BRIT Awards 2017 e il 5 marzo ai iHeartRadio Music Awards.
Fra 2019 e 2020 pubblica svariati singoli, fra cui Slow Down con H.E.R. e Make Me Feel con Rick Ross e Ari Lennox. Il 28 agosto 2020 Skip ha pubblicato il suo EP di debutto, Higher Place, che include una collaborazione postuma con suo nonno Bob Marley. Viene successivamente nominato nelle categorie Best R&B Song per Slow Down e Best Raggae Album per Higher Place ai Grammy 2021.

## Discografia

### Extended play
- 2020 – Higher Place

### Singoli

#### Come artista principale
- 2015 – Cry to Me
- 2015 – Life
- 2017 – Lions
- 2017 – Calm Down
- 2017 – Refugee
- 2017 – Cruel World (con Seeb)
- 2019 – That's Not True (feat. Damian Marley)
- 2019 – Enemy
- 2019 – Slow Down (con H.E.R.)
- 2020 – No Love
- 2020 – Make Me Feel (feat. Rick Ross e Ari Lennox)

#### Come artista ospite
- 2017 – Chained to the Rhythm (Katy Perry feat. Skip Marley)
- 2019 – Can't Take It from Me (Major Lazer feat. Skip Marley)
- 2019 – All I Am (Zhavia feat. Skip Marley)
- 2020 – Cause A Commotion (Bugzy Malone feat. Skip Marley)